# Gebhard Frei
Gebhard Frei (* 24. März 1905 in Lichtensteig; † 27. Oktober 1967 in Zürich) war ein Schweizer Psychologe.

## Leben
Frei wurde 1931 zum Priester geweiht. Von 1932 bis 1933 studierte er an der Universität Innsbruck, wo er zum Dr. phil. promovierte. Ab 1933 war er Professor für Philosophie und Grenzwissenschaften im Missionsseminar Schöneck (Emmetten).
Frei gilt als „Pionier der Erforschung von Para- und Tiefenpsychologie aus philosophischer und theologischer Sicht“. Er stand mit Carl Gustav Jung „in engem Kontakt“.
Frei war Mitbegründer des C.-G.-Jung-Instituts in Zürich sowie Präsident der Gesellschaft katholischer Psychotherapeuten. Er arbeitete in der internationalen Gesellschaft katholischer Parapsychologen mit und förderte die ökumenische Bewegung. Auch war er Geistlicher Berater der Arbeitsgemeinschaft katholischer weiblicher Jugendverbände.